# Cristiano de Hesse-Philippsthal-Barchfeld
Cristiano de Hesse-Philippsthal-Barchfeld (em alemão: Christian Ludwig Friedrich Adolf Alexis Wilhelm Ferdinand; Güby, 16 de junho de 1887 - Genebra, 19 de outubro de 1971) foi um principe alemão e oficial da marinha alemã até sua renúncia ao cargo durante a Primeira Guerra Mundial em protesto à campanha alemã de submarinos.
Como membro da Casa de Hesse, era denominado "Sua Alteza, o Príncipe Cristiano de Hesse-Philippsthal-Barchfeld". Para distinguir entre os vários ramos da casa, a designação Philippsthal-Barchfeld foi por vezes adicionada ao final de seu título principesco.

## Primeiros anos

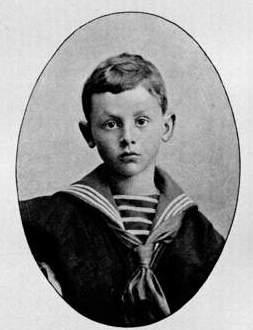
Cristiano na infância

Cristiano Luís Frederico Adolfo Alexis Guilherme Fernando nasceu em 16 de junho de 1887 no Palácio de Louisenlund em Güby, Schleswig-Holstein. Ele era o filho varão mais novo, único do quarto casamento, do príncipe Guilherme de Hesse-Philippsthal-Barchfeld. Sua mãe era a princesa Augusta de Schleswig-Holstein-Sonderburg-Glücksburg, prima de primeiro grau da rainha Alexandra do Reino Unido, dos reis Frederico VIII da Dinamarca e Jorge I da Grécia e da imperatriz Maria da Rússia. Como o príncipe era o filho mais novo, ele não era particularmente rico e teve que viver as custas da generosidade da família.
Em 1905, o meio-irmão mais velho de Cristiano, o príncipe Clóvis, herdou a riqueza e os bens da família quando sucedeu seu tio, o conde Alexis como chefe da Casa de Hesse-Philippsthal-Barchfeld em meio à uma crise sucessória. Os filhos mais velhos do pai de Clóvis e Cristiano, intitulados Príncipes von Ardeck, eram frutos de um casamento morganático e, portanto, foram foram excluídos da sucessão.

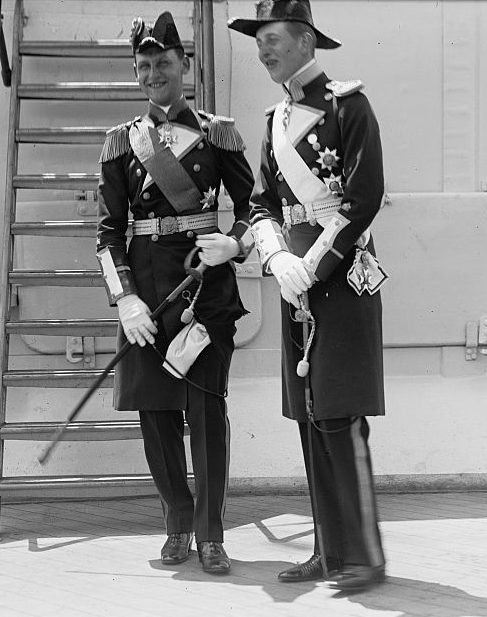
Cristiano (esquerda) a bordo do SMS Stettin em visita aos Estados Unidos, 1912

Em 20 de março de 1905 ele ingressou na Marinha Imperial Alemã e, no verão de 1912, foi tenente comandante do SMS Stettin quando da viagem oficial aos Estados Unidos de um esquadrão comandado pelo almirante Hubert von Rebeur-Paschwitz.
Durante a Primeira Guerra Mundial, Cristiano escreveu uma carta aberta ao imperador Guilherme II da Alemanha na qual criticava a campanha de submarinos travada por U-boats alemães contra as rotas comerciais dos Aliados. Consequentemente, ele renunciou ao seu posto em protesto a essas hostilidades.

## Casamento

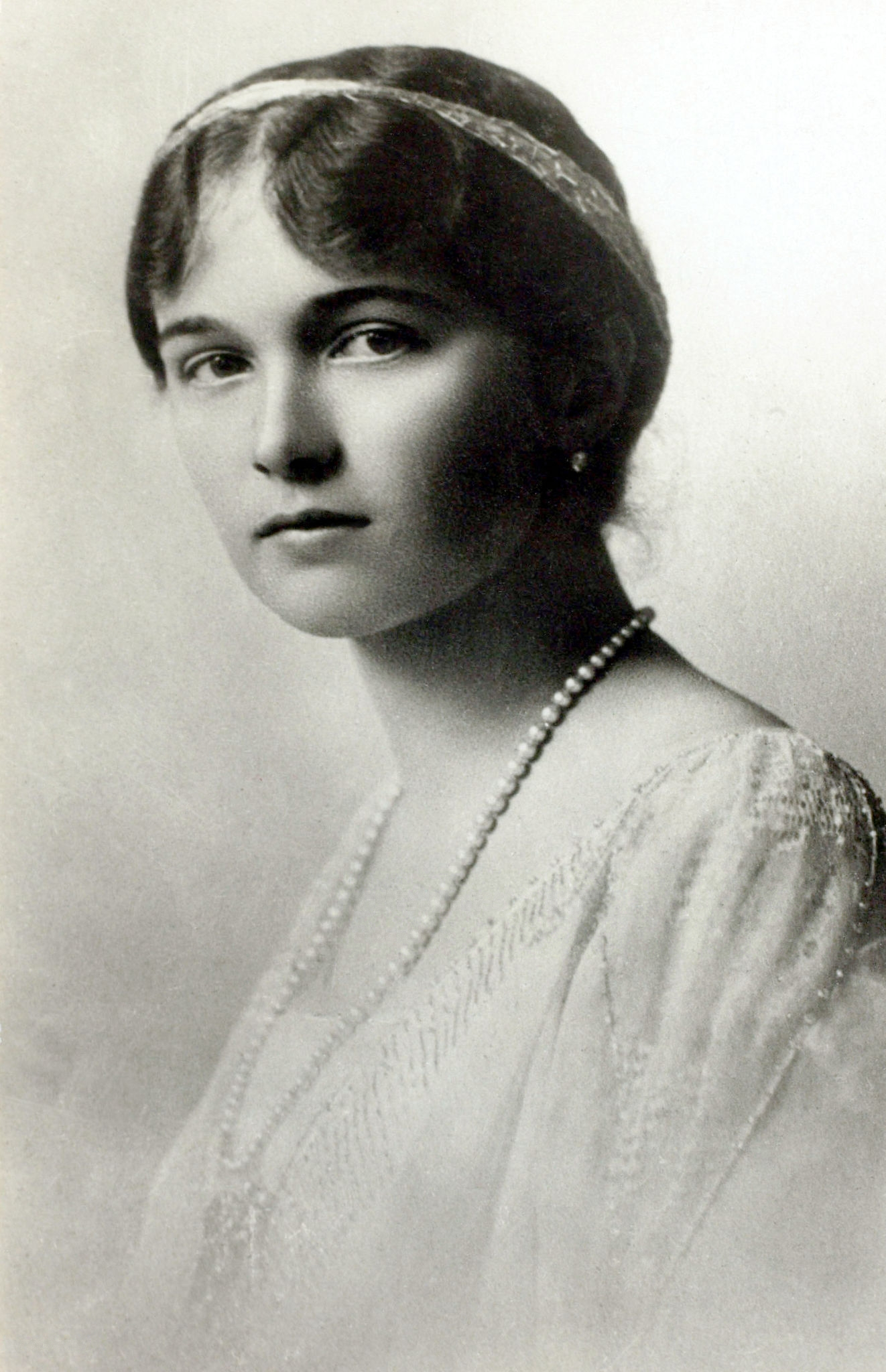
Olga Nikolaevna da Rússia

Como parente tanto do imperador Nicolau II da Rússia quanto de sua esposa, nascida uma princesa de Hesse, antes do início da guerra, especulava-se um casamento entre Cristiano e a filha mais velha de Nicolau, a grã-duquesa Olga Nikolaevna. Essa união era fundamentada nas esperanças por parte dos alemães de aumentarem sua influência na corte russa. No entanto, nenhum compromisso foi acertado e, em dezembro de 1914, foi anunciado o noivado do príncipe Cristiano com Elizabeth Reid Rogers, filha de Richard Reid Rogers. O casal tinha se conhecido cerca de um ano antes, em um baile na cidade do Cairo, Egito, após o qual a família dela viajou para Berlim para uma estadia prolongada e permitiu que o príncipe continuasse seu namoro. Ao contrário de outras herdeiras estadunidenses que se casaram com a realeza e a nobreza europeias nos séculos XIX e XX, a noiva de Cristiano não era particularmente rica, mas era filha de um homem influente.
O príncipe Cristiano e Elizabeth se casaram em 14 de janeiro de 1915 na Igreja da Santíssima Trindade em Berlim. Como Elizabeth não possuía sangue igual, o casamento foi considerado morganático e, portanto, ela e quaisquer futuros filhos não poderiam compartilhar o título e as prerrogativas reais do príncipe Cristiano. Em compensação, no dia de seu casamento, o primo de Cristiano, o Ernesto Luís, Grão-Duque de Hesse, concedeu o título de Baronesa von Barchfeld a Elizabeth.
O casal teve quatro filhos: Elisabeth Auguste (1915–2003), casada em 1949 com Jacques Olivgetti (div. em 1956); Richard Christian (1917–1985), casado em 1953 com Maria Lafontaine; Waldemar (1919–2002), casado em 1952 com Ellen Hamilton (dois filhos: Alexander, nascido em 1956, e Heinrich, nascido em 1963) e Marie Louise Olga (1921–1999), casado em 1952 com Michel Savich. Com o consentimento de seu irmão, o conde Clóvis, seus filhos foram autorizados a utilizarem os títulos de "Príncipe/Princesa de Hesse-Philippsthal-Barchfeld".
Em 2 de fevereiro de 1957, sua esposa Elizabeth morreu em Cannes e Cristiano casou-se religiosamente pela segunda vez em Cannes em 25 de junho de 1958 com a viúva, Ann Pearl Field, nascida Everett (1906-1972). Um casamento civil tinha ocorrido 15 dias antes em Genebra, Suíça. Seu segundo casamento não gerou descendência.

## Últimos anos
Após a guerra, o príncipe Cristiano e sua família viveram por um tempo na Suíça e nos Estados Unidos antes de adquirirem uma villa em Cannes. O príncipe era próximo da família real britânica antes e depois da Primeira Guerra Mundial. Em 1925, depois de assistir ao funeral de sua prima, a rainha Alexandra, ele se tornou a primeira pessoa de origem alemã após a guerra a jantar com o rei Jorge V e a rainha Maria no Palácio de Buckingham.
Quando da ascensão de Adolf Hitler ao poder na Alemanha, vários parentes hessianos do príncipe Cristiano, incluindo vários sobrinhos e sobrinhas, juntaram-se ao Partido Nazista. No entanto, nem o príncipe, sua esposa e filhos compactuavam com os ideais do partido, de modo que, em 1941, os nazistas revogaram a cidadania alemã de todos os membros da família. Posteriormente, Cristiano adquiriria a nacionalidade suíça.
O príncipe Cristiano passou seus últimos anos viajando e visitou a Austrália, terra natal de sua segunda esposa, em 1962. Ele morreu aos 84 anos enquanto estava de férias com sua esposa em Genebra.

## Honras
- Cavaleiro da Ordem do Leão Dourado da Casa de Hesse[3]
- Grã-Cruz da Ordem da Casa Principesca de Lipa[3]